# Salles-de-Belvès
 Salles-de-Belvès  es una población y comuna francesa, situada en la región de Aquitania, departamento de Dordoña, en el distrito de Sarlat-la-Canéda y cantón de Belvès.

## Demografía
| 88 | 74 | 77 | 84 | 68 | 54 |
| Para los censos de 1962 a 1999 la población legal corresponde a la población sin duplicidades (Fuente: INSEE [Consultar]) |    |    |    |    |    |